# Пошадин, Николай Прокофьевич
Николай Прокофьевич Пошадин (26 июля 1913 года, село Пастырское, Чигиринский уезд, Киевская губерния — 2005 год, Санкт-Петербург) — бригадир электросварщиков завода № 190 Ленинградского совнархоза. Герой Социалистического Труда (1963).

## Биография
Родился в 1913 году в крестьянской семье в селе Пастырское Киевской губернии. Трудовую деятельность начал на одной из угольных шахт в Горловке. Работал коногоном, грузчиком, монтажником, котельщиком. С 1935 года служил в Красной Армии. Участвовал в Великой Отечественной войне. С сентября 1944 года служил в начальником отделения военной цензуры № 171 Наркомата государственной безопасности при 8-й армии. Член ВКП(б).
После демобилизации в 1948 году в звании капитана государственной безопасности переехал в Ленинград, где устроился на работу на судостроительный завод № 190 имени Жданова (в настоящее время — «Северная верфь»). Трудился сварщиком, позднее был назначен бригадиром электросварщиков.
Первым на производстве стал применять электросварку вместо автогенной сварки чугунных деталей. С 1953 года внедрил метод скоростной сварки. В результате его рационализаторских предложений на заводе значительно повысилась производительность труда. Указом Президиума Верховного Совета СССР (с грифом «не подлежит опубликованию») от 28 апреля 1963 года «за большие заслуги в деле создания и производства новых типов ракетного вооружения, а также атомных подводных лодок и надводных кораблей, оснащенных этим оружием, и перевооружения кораблей Военно-Морского Флота» удостоен звания Героя Социалистического Труда с вручением ордена Ленина и золотой медали Серп и Молот
Избирался членом Ленинградского обкома КПСС, в 1966 году — делегатом XXIII съезда КПСС.
После выхода на пенсию в 1969 году проживал в Ленинграде. Скончался в 2005 году. Похоронен на кладбище посёлка Песочный Курортного района Санкт-Петербурга.
Награды
- Герой Социалистического Труда
- Орден Ленина
- Орден Красной Звезды (14.09.1944)
- Орден Отечественной войны 2 степени (11.03.1985)